# Project-Meso-Amerika
Het Project-Meso-Amerika (Spaans: Proyecto Mesoamérica) is een grootschalig project om de infrastructuur van Zuid-Mexico, Centraal-Amerika en Colombia te verbeteren. Het plan heeft betrekking op Belize, Colombia, Costa Rica, Guatemala, El Salvador, Honduras, Mexico, Nicaragua en Panama. Het project is een voortzetting van het Plan-Puebla-Panama (Spaans: Plan Puebla-Panamá, PPP).
Het PPP werd op 12 maart 2001 aangekondigd door de toenmalige president van Mexico Vicente Fox. Het plan werd voorgesteld als remedie tegen het gebrek aan investeringen in de regio, en heeft als doel de handel en economie aan te doen wakkeren door het verbeteren van de infrastructuur. Hoewel het plan zich op acht thema's richt, gaat het leeuwendeel van het budget (85,2%) naar het verbeteren van de transportinfrastructuur. De werken zullen worden geconcentreerd in vijf assen of corridors: De Pacifische as langs de kust van de Grote Oceaan, de Golf van Honduras-as van de Golf van Honduras tot de Grote Oceaankust van El Salvador, de Petén-as van Puerto Cortés in Honduras tot Villahermosa in Mexico, de Mexicaanse istmus-as over de landengte van Tehuantepec en de Guatemala-Yucatán-as. Speciale aandacht zal uitgaan naar het op elkaar aan laten sluiten van de wegennetwerken van de omringende landen, onder andere door het bouwen van bruggen over grensrivieren.
Volgens het Amerikaanse InterAction was in maart 2005 $7,7 miljoen Amerikaanse dollar voor het plan aangewezen, een bedrag dat waarschijnlijk zal oplopen tot $50 miljoen. 35% is afkomstig van de nationale regeringen van de deelnemende landen, 24% van de Inter-Amerikaanse Ontwikkelingsbank, 15% van de private sector, 7,5% voor de Centraal-Amerikaanse Bank voor Economische Integratie en 5% van de Wereldbank.
In 2004 werden enkele wijzigingen in het plan aangebracht, waaronder het schrappen van de bouw van stuwmeren. Ook werd Colombia bij het project betrokken. In 2008 werd op een top in Tuxtla Gutiérrez het plan opnieuw aangepast en hernoemd tot Project-Meso-Amerika.
Het PPP is vooral vanuit de linker zijde van het politiek spectrum bekritiseerd omdat het tezeer zou uitgaan van neoliberale ontwikkelingsmodellen, het vooral ten gunste zou komen van westerse bedrijven, het plan schade aan het milieu in de regio zou brengen en het plan zonder toestemming van de inheemse bevolking zou worden uitgevoerd. Het Zapatistisch Nationaal Bevrijdingsleger (EZLN) is een van de meest vocale tegenstanders van het PPP. Ook bestaat in de kleinere republieken van Centraal-Amerika de vrees dat het project zal leiden tot toenemende economische controle door Mexico of de Verenigde Staten over deze landen.